# 連続テレビ小説「あまちゃん」オリジナル・サウンドトラック
『連続テレビ小説「あまちゃん」オリジナル・サウンドトラック』（れんぞくテレビしょうせつ あまちゃん オリジナル・サウンドトラック）は、2013年6月19日発売の大友良英による日本のテレビドラマ『あまちゃん』（NHK製作・連続テレビ小説）のサウンドトラック・アルバムである。発売元はビクターエンタテインメント。

## 制作
収録曲のほとんどは音楽担当の大友良英によるものである。通常、テレビドラマの劇伴は放送開始の前に完成しているものだが、本作においては2013年4月からのドラマ放送以前に130曲を制作し、さらに放送開始後も200曲を超える音楽の制作が続けられている。オープニングテーマの作曲が開始されたのは2012年の8月末頃からで、ドラマの舞台となる岩手県久慈市などへの取材を経てデモを制作し、完成形を翌年1月に録音している。また、演奏は大友のほか、ストリングス22名を含めた50名を超えるメンバーのあまちゃんスペシャル・ビッグバンドによって行われている。
本作収録分は主にドラマ前半分の劇伴にあたり、録音は2012年9月から2013年1月にかけて行われ、NHK506スタジオなどが使用された。

## アルバム内容
本作の最初には、スカやチャンチキの要素を取り入れたドラマのオープニングテーマである「あまちゃん オープニングテーマ」のロングバージョンが収録されている。同曲はインストゥルメンタルで、大友によれば、ドラマのストーリー上で1980年代の流行歌や主人公らアイドルの歌う曲など、さまざまな歌が登場するため、オープニングはインストとし、「毎日聴いてもあきない、その上元気が出る『みそ汁』みたいな」曲を、という狙いで作られている。同曲はアルバムに先行してドラマ公式サイト内でストリーミング配信されているほか、5月10日より着うたとして配信され、配信開始日のレコチョク着うたデイリーランキングで1位を記録し、発売翌週の週間ランキング（5月22日 - 29日）でも1位を記録した。インストゥルメンタルとしては史上初の着うたランキング1位を獲得した。また、「ロングバージョン」は月曜日の放送のみで流れるもので、それ以外の日に流れる「レギュラーバージョン」も同時に収録されている。なおこの曲を最後に、オープニングテーマがインストゥルメンタルの朝ドラ作品は2022年現在存在しない。
なお、ドラマ中で重要なモチーフとなる「潮騒のメモリー」などのオリジナルソングや、登場人物が歌う既存の楽曲などは本作には収録されていないが、15曲目の「奈落」はドラマ内の架空のアイドルグループ・アメ横女学園芸能コースのシングル「暦の上ではディセンバー」のBメロとサビを基に江藤直子がインストゥルメンタルにアレンジしたものである。また25曲目の「潮騒」も、「潮騒のメモリー」の同様のインストアレンジ版である。

## チャート成績
発売前の2013年6月8日の時点で、初回出荷数は15,000枚を超えており、日本では初回出荷数3,000枚弱が通常とされるドラマのサウンドトラックとしては異例の高セールスが見込まれていた。発売当日には読売新聞紙上に全面広告が掲載されるなどのプロモーションも行われた。
発売日直近である2013年6月18日付のオリコンデイリーランキングでは初登場5位を記録し、累計出荷数は2万5,000枚となり、発売日1日のみで連続テレビ小説『梅ちゃん先生』のサウンドトラックのトータル売上数2500枚の10倍を売り上げ、3日目には累計出荷数3万枚を突破している。同年7月1日付オリコン週間アルバムランキング5位に初登場し、初週1.2万枚を売り上げた。テレビドラマのサントラ作品としては史上9作目のTOP5入りであり、連続テレビ小説のサントラがTOP10入りするのは史上初。2013年9月27日現在、推定累積売上は5.2万枚。

## 収録曲
| 全編曲: 大友良英、ストリングアレンジメント 江藤直子。 |                                                          |           |                     |      |
| #                                                     | タイトル                                                 | 作詞      | 作曲                | 時間 |
| 1.                                                    | 「あまちゃん オープニングテーマ (ロングバージョン)」     |           | 大友良英            | 1:37 |
| 2.                                                    | 「行動のマーチ」                                         |           | 大友良英            |      |
| 3.                                                    | 「でこぼこ道」                                           |           | 大友良英            |      |
| 4.                                                    | 「アイドル狂想曲」                                       |           | 大友良英            |      |
| 5.                                                    | 「家族」                                                 |           | 大友良英            |      |
| 6.                                                    | 「あまちゃんのワルツ」                                   |           | 大友良英            |      |
| 7.                                                    | 「朝のテーマ」                                           |           | 大友良英            |      |
| 8.                                                    | 「琥珀色のブルース」                                     |           | 大友良英            |      |
| 9.                                                    | 「土地」                                                 |           | 大友良英            |      |
| 10.                                                   | 「海 (デモバージョン)」                                  |           | 大友良英            |      |
| 11.                                                   | 「あまちゃんクレッツマー」                               |           | 大友良英            |      |
| 12.                                                   | 「あまちゃん オープニングテーマ (レギュラーバージョン)」 |           | 大友良英            |      |
| 13.                                                   | 「あまちゃんスイング」                                   |           | 大友良英            |      |
| 14.                                                   | 「奈落」                                                 |           | 大友良英、Sachiko M |      |
| 15.                                                   | 「銀幕のスター」                                         |           | 大友良英            |      |
| 16.                                                   | 「アキのテーマ」                                         |           | 大友良英            |      |
| 17.                                                   | 「和解」                                                 |           | 大友良英            |      |
| 18.                                                   | 「LAND」                                                 |           | 大友良英            |      |
| 19.                                                   | 「じぇじぇじぇ」                                         |           | 大友良英            |      |
| 20.                                                   | 「いつでも夢を」                                         |           | 吉田正              |      |
| 21.                                                   | 「TIME」                                                 |           | 大友良英            |      |
| 22.                                                   | 「地味で変で微妙」                                       |           | 大友良英            |      |
| 23.                                                   | 「テーマ変奏曲」                                         |           | 大友良英            |      |
| 24.                                                   | 「残念なブルース」                                       |           | 大友良英            |      |
| 25.                                                   | 「潮騒」                                                 |           | 大友良英、Sachiko M |      |
| 26.                                                   | 「日常」                                                 |           | 大友良英            |      |
| 27.                                                   | 「行動のマーチ (デモバージョン)」                        |           | 大友良英            |      |
| 28.                                                   | 「街と青春」                                             |           | 大友良英            |      |
| 29.                                                   | 「みつけて」                                             |           | 大友良英            |      |
| 30.                                                   | 「芸能界」                                               |           | 大友良英            |      |
| 31.                                                   | 「友情」                                                 |           | 大友良英            |      |
| 32.                                                   | 「星めぐりの歌」                                         |           | 宮沢賢治            |      |
| 33.                                                   | 「希求」                                                 |           | 大友良英            |      |
| 34.                                                   | 「海」                                                   |           | 大友良英            |      |
| 35.                                                   | 「灯台」                                                 |           | 大友良英            |      |
| 合計時間:                                             | 合計時間:                                                | 合計時間: | 71:54               |      |

## あまちゃんスペシャル・ビッグバンド
- 大友良英（プロデュース、作曲、アレンジ、エレクトリック＆アコースティック・ギター、ギターバンジョー）
- 江藤直子（ピアノ、エレクトリックピアノ、オルガン、キーボード、セレスタ、メモトロン、ホンキートンクピアノ、シンセ、ストリングス編曲）
- 近藤達郎（オルガン、シンセ、メロトロン音源、ハーモニカ）
- 長見順（エレクトリック（ブルース）ギター）
- 高井康生（アコースティック・ギター）
- 秋岡欧（バンドリン）
- 鈴木広志（サックス各種、クラリネット、リコーダー）
- 江川良子（サックス各種）
- 東涼太（サックス各種）
- 井上梨江（クラリネット）
- 斉藤寛（フルート、ピッコロ、リコーダー）
- 佐藤秀徳（トランペット）
- 今込治（トロンボーン）
- 青木タイセイ（トロンボーン）
- 松本治（トロンボーン）
- 木村仁哉（チューバ）
- 大口俊輔（アコーディオン）
- かわいしのぶ（ベース）
- ナスノミツル（ベース）
- 水谷浩章（コントラバス）
- 芳垣安洋（ドラムス、パーカッション）
- 坂田学（ドラムス）
- 小林武文（ドラムス、パーカッション、チャンチキ）
- 相川瞳（パーカッション、マリンバ、バイブラフォン）
- 上原なな江（パーカッション、マリンバ、バイブラフォン）
- 梅津和時（サックス、クラリネット）
- 佐々木史郎（トランペット、フリューゲルホーン）
- 西村雄介（ベース）
- 植村昌弘（ドラムス）
- 三沢泉（パーカッション）
- ユザーン（タブラ）
- 佐藤芳明（アコーディオン）
- 佐々木次彦指揮・YNストリングス